# 愛民頓站 (維亞鐵路)
愛民頓车站是加拿大亞伯達省埃德蒙顿的主要城际火车站，由维亚铁路公司运营。该火车站位于愛民頓市中心西北约5.5公里处，位于加拿大国家铁路的支线上，靠近埃德蒙顿市中心机场的旧址。该站由维亚铁路公司的加拿大人号列车提供服务，但它的位置却位于主线的分支线上，意味着火车必须倒车进站或出站。该站于1998年开放，此前位于埃德蒙顿加拿大国家电视塔下层的车站已关闭。